# مردم ایگبو

موقعیت the Igbo homeland (dark green)
در Nigeria (green)

مردم ایگبو (به انگلیسی: Igbo people) همچنین ایبو سابق همچنین ایبویی، ایبو، ایبوی، ایبونس، هبو؛ و به شکل بومی [Ṇ́dị́ Ìgbò [ìɡ͡bò (گوش دادن)) یک گروه قومی بومی در جنوب مرکزی و جنوب شرقی نیجریه به مرکزیت کلانشهر پورت‌هارکورت است. از لحاظ جغرافیایی ایگبو از تقسیم نابرابر دو بخش توسط رودخانه نیجر – شرقی و غربی بخش است. ایگبو یکی از بزرگترین گروه‌های قومی در آفریقا.